# Goodyera elmeri
Goodyera elmeri är en orkidéart som först beskrevs av Oakes Ames, och fick sitt nu gällande namn av Oakes Ames. Goodyera elmeri ingår i släktet knärötter, och familjen orkidéer. Inga underarter finns listade i Catalogue of Life.